# Plastotephritis limbata
Plastotephritis limbata är en tvåvingeart som beskrevs av Günther Enderlein 1922. Plastotephritis limbata ingår i släktet Plastotephritis och familjen bredmunsflugor.
Artens utbredningsområde är Togo. Inga underarter finns listade i Catalogue of Life.